# راسل وب (بازیکن واترپلو)
راسل وب (انگلیسی: Russell Webb؛ زادهٔ june ۱, ۱۹۴۵ (۷۹ سال)) ورزشکار واترپلو اهل ایالات متحده آمریکا است.
وی در مسابقات کشوری و بین‌المللی در مجموع برندهٔ ۱ مدال طلا، ۱ مدال نقره، ۱ مدال برنز شده‌است.